# 奥伯基希
奥伯基希（德語：Oberkirch，發音：[ˈoːbɐkɪʁç] ⓘ）是德国巴登-符腾堡州弗赖堡行政区奥尔特瑙县的城市，面积69.09平方千米，2023年12月31日人口为20,237人。